# Kaoru Kurimoto
Azusa Nakajima (中島 梓) como crítica y Kaoru Kurimoto (en japonés: 栗本 薫, Tokio, 13 de febrero de 1953-ibidem, 26 de mayo de 2009) como novelista  alias de la escritora japonesa Sumiyo Imaoka (今岡 純代 ) autora de la Guin Saga traducida a varios idiomas y enmarcada en la nueva ola de la ciencia ficción.

## Biografía
Kurimoto nació y se crio en Tokio estudiando literatura en la Universidad de Waseda graduándose en 1975. Cuando aún era veinteañera ganó el premio Gunzo como Azusa Nakajima, en 1977, y el Premio Edogawa Rampo en 1978.
Prolífica autora, escribió cerca de 400 libros en varios géneros, donde se evidencia la influencia de Mari Mori, y donde destaca en muchos ellos el amor homosexual.
Falleció el 26 de mayo de 2009 en un hospital de Tokio por un cáncer de páncreas diagnosticado en 2007.

## Obra seleccionada

### Como Azusa Nakajima
- Bungaku no rinkaku

### Como Kaoru Kurimoto
- Bokura no Jidai
- Makai Sui Koten
- Makyou Yuugeki Tai
- Parosu no Ken